# Chungking Express
Chungking Express és una pel·lícula del director i guionista de hongkonguès Wong Kar-Wai produïda per Jet Tone Productions l'any 1994, d'una durada de 102 minuts.
La pel·lícula consta de dues històries explicades en seqüència, on cadascuna té un policia de Hong Kong com a protagonista, el qual està malalt d'amor i reflexiona sobre la seva relació amb una dona. La primera història és protagonitzada per Takeshi Kaneshiro com un policia obsessionat per la seva ruptura amb una dona anomenada May i la seva trobada amb una misteriosa contrabandista de drogues (Brigitte Lin). La segona és protagonitzada per Tony Leung com un agent de policia que va superar la tristesa que sentia a causa de la seva ruptura amb una assistent de vol (Valerie Chow) gràcies a les atencions d'una peculiar treballadora d'un bar (Faye Wong).
"Chungking" al títol es refereix a Chungking Mansions a Tsim Sha Tsui, Hong Kong, on Wong va créixer als anys 60. "Express" es refereix al stand de menjar Midnight Express, situat a Lan Kwai Fong, una zona de Central, Hong Kong.
La pel·lícula es va estrenar a Hong Kong el 14 de juliol de 1994 i va rebre l'aclamació de la crítica especialment per la seva direcció, fotografia i actuacions de repartiment. Des de llavors ha estat considerada com una de les millors obres de Kar-Wai, una de les millors pel·lícules del 1994, dels noranta, del segle XX i de tots els temps, així com una de les millors antologies i comèdies romàntiques mai fetes.
El 2022, la pel·lícula va aparèixer al número 88 de l'enquesta decennal dels crítics de Sight and Sound de les millors pel·lícules de tots els temps.

## Argument
Aquesta pel·lícula enllaça dues històries d'amor que en principi són independents però que a mesura que avancin les escenes s'aniran lligant i canviant els rols que les parelles tenen en cadascuna d'elles fins a trobar un equilibri.
Aquestes es desenvolupen en el barri turístic popular de Tsimhatsui a Hong Kong, on es pot veure un ambient molt modern d'una gran ciutat de negocis on hi ha petits negocis de menjar, discos, etc.
La primera d'elles és una romàntica i perillosa història d'amor entre un policia en plena depressió amorosa i una traficant de drogues, que porta una aparença totalment artificial amb perruca rossa i ulleres de sol però que li dona un encant especial.
La segona és una història d'amor entre un solitari i senzill agent de policia i la jove cambrera de l'humil bar on ell acostuma a menjar.
Tot plegat ens farà veure com el temps pot canviar les persones i que les dues històries podrien ser una de sola si no hi hagués l'element del temps que serveix per polir defectes i canviar vides. És una reflexió sobre com els traumes amorosos canvien les persones fins que troben la seva mitja taronja, i en aquest cas envoltat d'un ambient extraordinari i d'avions que poden simbolitzar els vols que té la vida.

## Repartiment
- Brigitte Lin com a dona amb perruca rossa.

- Takeshi Kaneshiro com a He Qiwu, policia 223.

- Faye Wong com Faye.

- Tony Leung Chiu-Wai com a policia 663.

- Valerie Chow com a assistent de vol.

- Chan Kam-Chuen com a gerent del restaurant de menjar per emportar Midnight Express.

## Producció
Wong Kar-wai va fer Chungking Express durant un descans de dos mesos de l'edició de la seva pel·lícula wuxia Ashes of Time. Va afirmar que: "tot i que no tenia res a fer, vaig decidir fer Chungking Express seguint els meus instints" i que "després de les coses molt pesades, molt emfasitzades a Ashes of Time, volia fer una pel·lícula més lleugera i contemporània, però on els personatges tinguessin els mateixos problemes". Originalment, Wong va imaginar les històries com semblants, però amb escenaris contrastats: un a l'illa de Hong Kong a la llum del dia i l'altre a Kowloon a la nit. Va sentir que "malgrat la diferència, són les mateixes històries": una tractava de trobar l'amor a la ciutat estreta, l'altra tractava de mantenir l'amor sense connexió física.

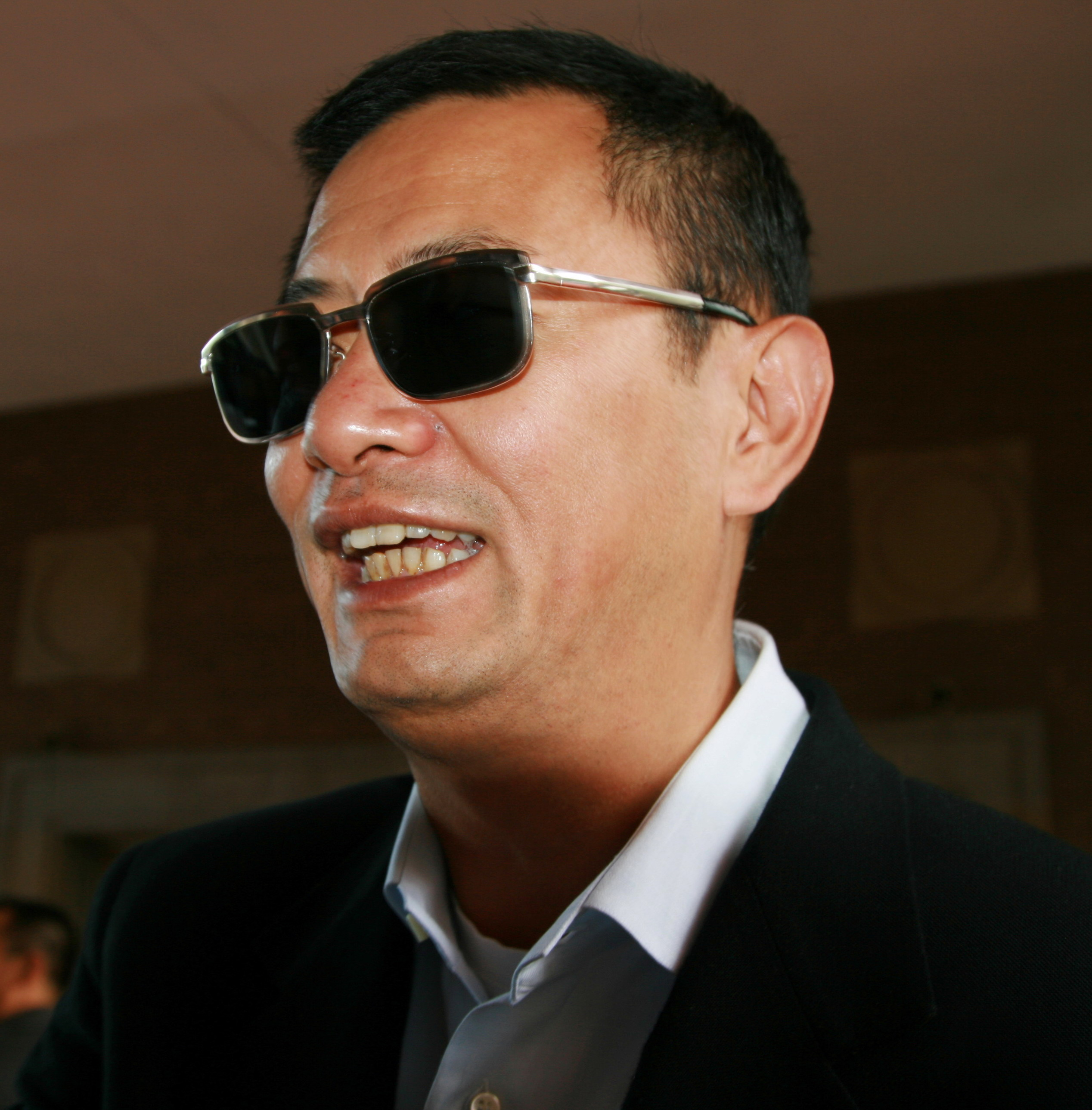
Wong Kar-wai.

El guió no estava acabat quan va començar el rodatge; Wong el va acabar quan el rodatge es va aturar durant Any Nou. Va escriure la segona història en un sol dia. Va desenvolupar una tercera història, sobre un sicari malalt d'amor, però com que va pensar que faria que la pel·lícula s'allargués, la va produir com una pel·lícula separada, Fallen Angels (1995).
Wong volia filmar a Tsim Sha Tsui, ja que va créixer a la zona i hi sentia una forta connexió. Es va sentir atret per la mansió Chungking pels seus allotjaments, la barreja de cultures i la seva importància com a punt de crim. Va sentir que, com a "lloc de gran població i hiperactiu", funcionava com una metàfora de la mateixa Hong Kong.
La segona història es va rodar a Central, incloent Lan Kwai Fong, prop d'una popular botiga de menjar ràpid anomenada Midnight Express. "En aquesta zona, hi ha molts bars, molts executius estrangers passen per allà després de la feina", recorda Wong. La botiga de menjar ràpid s'immortalitza per sempre com el lloc on els personatges de Tony Leung i Faye Wong es van conèixer i es van sentir atrets els uns pels altres. A més, l'apartament del personatge de Tony Leung era l'apartament del director de fotografia Christopher Doyle en el moment del rodatge.
Wong narra la història en una estructura fragmentada i connecta els fragments mitjançant monòlegs. En mirar les imatges creades per Wong, es fan evidents les emocions i els temes centrals de la història.

## Banda sonora

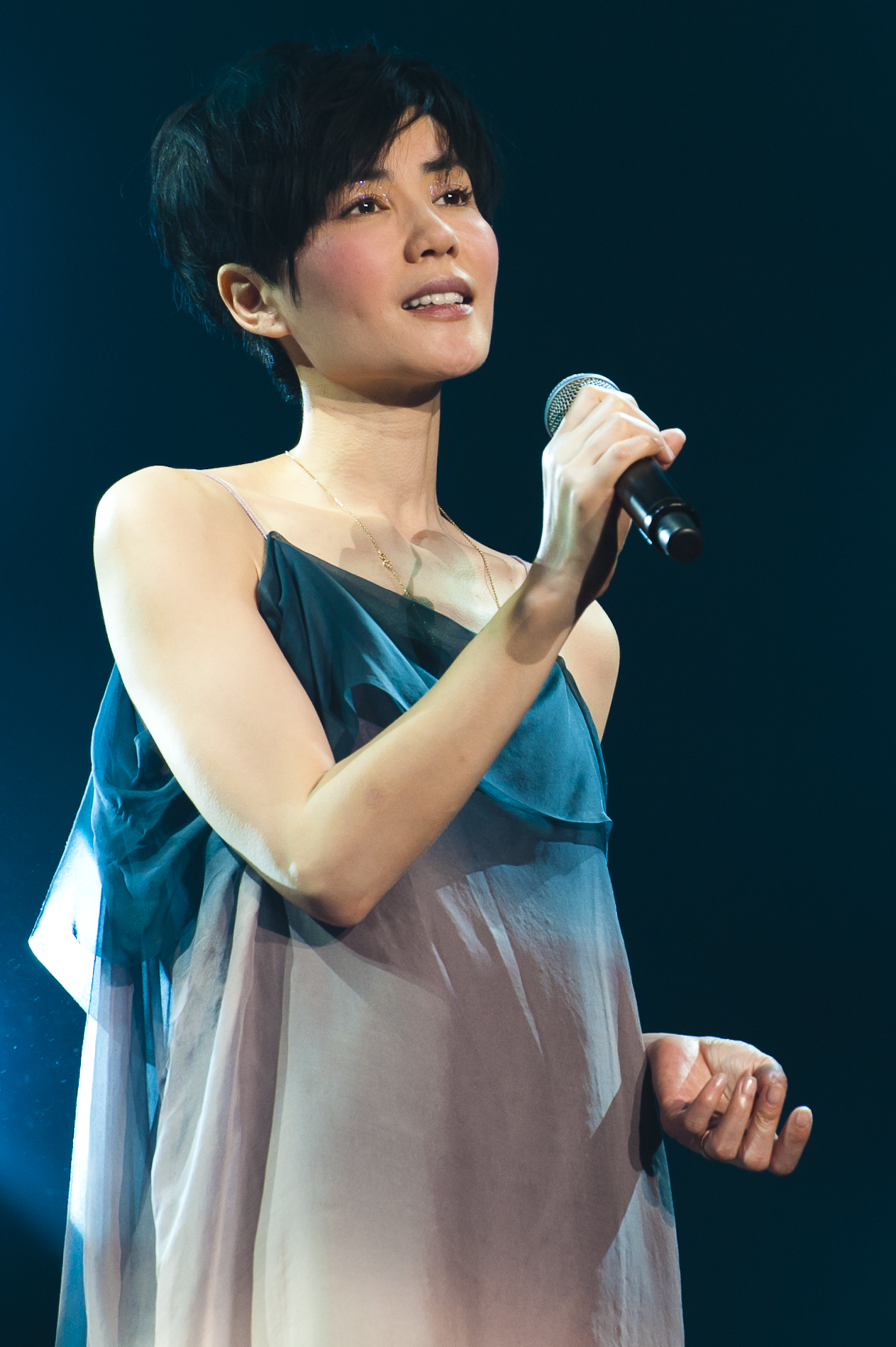
Faye Wong, protagonista de la pel·lícula.

La pel·lícula, pel que fa a la temàtica, està dividida en dues històries, que van acompanyades de dues bandes sonores diferents. La música recurrent principal de la primera història és "Things in Life" de Dennis Brown. La cançó "Barroque", composta per Michael Galasso, es pot escoltar dues vegades durant la primera part de la pel·lícula: durant l'obertura i quan el personatge de Brigitte Lin agafa l'arma al tancament de la seva història.
La cançó "California Dreamin'" de The Mamas & the Papas és clau a les escenes de la segona història, que també inclou la versió cantonesa de Faye Wong de "Dreams" de The Cranberries, que també es reprodueix als crèdits finals.
"California Dreamin'" és interpretat nombroses vegades pel personatge de Faye Wong, indicatiu de "la simultaneïtat de la seva aversió i desig de canvi". "What a Diff'rence a Day Made", interpretada per Dinah Washington, s'interpreta durant una escena entre els personatges de Tony Leung i Valerie Chow, així com durant una trobada entre els personatges de Tony Leung i Faye Wong més tard a la pel·lícula.
La banda sonora de la pel·lícula també té el mèrit d'introduir el Dream Pop al mercat de Hong Kong. Les bandes que apareixen a la banda sonora, com ara The Cranberries i Cocteau Twins, van tenir un èxit comercial important a Hong Kong després del llançament de Chungking Express, i estrelles contemporànies del Canto-pop com Candy Lo van començar a adoptar un so més dream-pop.